# Bardo, Polonia
Bardo este un oraș în județul Ząbkowice Śląskie, voievodatul Silezia Inferioară, Polonia.

## Personalități născute aici
- Waldemar Błaszczyk (n. 1973), actor.